# Rodovia Miguel Melhado Campos
La  Rodovia Miguel Melhado Campos  est une autoroute de l’État de São Paulo au Brésil codifiée SP-324.

## Description
La Rodovia Miguel Melhado Campos (SP-324), également connue sous le nom de Vinhedo-Viracopos, est une autoroute à voie unique dans l'État de São Paulo.
Elle relie Vinhedo à la hauteur du trèfle d'accès à la ville de Rodovia Anhanguera (km 75) et continue jusqu'à l'aéroport de Viracopos, en passant sous le km 78 de  Rodovia dos Bandeirantes, sans y donner accès, par l'anneau routier de Campinas (SP-83), à proximité de Campo Belo et par Rodovia Santos Dumont (SP-75) à proximité de l'aéroport de Viracopos. Sa longueur est de 14 km
C'est la seule route à péage administrée par le DER-SP dans l'État de São Paulo, et le poste de péage est situé dans la municipalité d'Itupeva. 
À Campinas, elle traverse des quartiers situés à la périphérie de la ville et des exploitations agricoles, dont la quasi-totalité sera expropriée pour l'extension de l'aéroport de Viracopos, y compris, outre l'extension de l'aéroport , une zone destinée à des entreprises de logistique, de services et d'hôtellerie.